# Bernartice, Benešov
Bernartice là một làng thuộc huyện Benešov, vùng Středočeský, Cộng hòa Séc.